# Vídeo interactiu
El vídeo interactiu és un gènere de videoclip pensat per ser visionat a través d'internet que permet a l'espectador la manipulació de les imatges. El paper actiu de l'espectador en aquest gènere provoca una experiència personalitzada i un gran nombre de possibles resultats finals. Des d'un punt de vista audiovisual, suposa un canvi en la manera de construir el significat de l'obra perquè la peça no depèn exclusivament de la sincronització entre so i imatge que proposa el realitzador, sinó que també de la que proposa l'espectador. Les primeres mostres sorgeixen l'any 2007 i el gènere es popularitza gràcies a artistes i grups com Bob Dylan, Arcade Fire, Pharrell Williams o OK Go. Els avenços tecnològics com els llenguatges HTML5 i WebGL han aconseguit portar l'experiència interactiva als dispositius portàtils.

## Història
L'any 2003 el grup Hell Is for Heroes presentà un videoclip per la cançó You drove me to it, que incorporava la possibilitat d'interactuar amb les imatges mitjançant el control remot de la televisió.
El 2007, el creador multimèdia Vincent Morisset realitzà el que es considera el primer videoclip interactiu on line per la cançó Neon Bible del grup canadenc Arcade Fire. Al vídeo, l'usuari podia fer clic damunt de parts del cos de Win Butler, cantant de la formació, per fer-lo moure com si fos un titella.
El 2009, l'empresa Virgin anunciava el llançament del videoclip interactiu per la cançó We are the people del grup australià Empire of the Sun. El vídeo, que no era en línia, permetia fer clic a sobre d'elements que apareixien en pantalla, amb la finalitat d'aconseguir uns codis que posteriorment es podien utilitzar per participar en sortejos de premis.
El mateix 2009 s'inclogué la categoria «Millor ús del vídeo interactiu» als Webby Awards, que guanyà el vídeo Hack the debate.
El 2009 també s'obrí Google Chrome Experiments, un web destinat a donar suport i a promocionar iniciatives innovadores en l'àmbit de la creació multimèdia i que es va convertir en un expositor de proves fetes amb JavaScript, HTML5, WebGL, Canvas element, SVG, o CSS.
A l'octubre del 2010 s'estrenà The Wilderness Downtown, un curtmetratge interactiu basat en la cançó We used to wait, d'Arcade Fire. El seu creador fou Chris Milk i el vídeo suposà un pas endavant en la creació de vídeos interactius per la quantitat de tècniques avançades que utilitzava: activació de finestres noves sincronitzades amb la música, animacions compostes sobre el Google Street View, missatges personalitzats creats amb el teclat, o animacions 3D que reaccionaven a la música i el ratolí. Aquest projecte comptà amb el suport de Google Chrome Experiments.
El 2010 Jason Nickel realitzà el videoclip de la cançó I've seen enough del grup Cold War Kids. En aquesta peça, l'usuari podia escollir quins músics i quins instruments volia veure en pantalla i la música es modificava en funció de la seva tria. La innovació principal del videoclip fou que també permetia la manipulació de l'àudio i guanyà la categoria «Millor ús del vídeo interactiu» per vot popular als Webby Awards, s‘endugué el bronze a la categoria «Música i so interactius» dels Clio Awards, va ser «Web del dia» als Favourite Website Awards, i va guanyar el premi «Website/ Microsite» de l'Associació de productors comercials independents (Association of Independent Commercial Producers).
El 2012 l'agència digital B-Reel, amb la col·laboració de Google, crearen el primer videoclip interactiu pensat per a tauletes i mòbils per la cançó The Bravest Man In The Universe del cantant de soul Bobby Womack. El videoclip utilitzava HTML5, animacions CSS i JavaScript, a més a més d'una eina pròpia, i simulava un viatge per l'espai on l'usuari sortia en pantalla pilotant una nau espacial.
Al novembre del 2013, Bob Dylan presentà el videoclip de la cançó Like a Rolling Stone. El cantant, que l'any 1967 ideà un dels primers videoclips lírics de la història per l'obertura del documental Don't Look Back, tornà a revolucionar el món del videoclip. La peça, creada per l'empresa Interlude, deixava que l'usuari canviés els canals d'una televisió virtual per visionar programes típics de la televisió com informatius, realities, partits de tennis, dibuixos animats, o comèdies romàntiques, alguns dels quals estaven protagonitzats per celebritats com l'humorista Marc Maron, el rapper Danny Brown, els protagonistes de Pawn Stars, o Drew Carey, mític presentador de The price is right. L'espectador podia triar entre un total de 16 programes de gèneres diferents, els personatges dels quals movien els llavis en sincronia amb la lletra de Bob Dylan. El videoclip despertà interès tant per la innovació que suposava el vídeo com pel fet que, després de quaranta-vuit anys, es creava un videoclip per la cançó que la revista Rolling Stone havia escollit com la millor cançó de la història.
L'octubre del 2014, l'estàndard del llenguatge HTML arribava a la seva cinquena versió que, entre altres millores, permetia que els vídeos interactius es poguessin utilitzar des de la majoria d'aparells portàtils, com mòbils i tauletes.
Alguns dels tipus d'interacció que han permès les últimes tecnologies són la manipulació del tempo de la música (Black Skinhead, de Kanye West), dels efectes especials (Electric feel, de MGMT), dels personatges (Carry me, de Bombay Bicycle Club), o dels efectes i l'àudio (Not the same, de la banda Tanlines). D'altres s'han plantejat com jocs (Do not touch, de Light Light). També han ofert l'opció de canviar de perspectiva (Gif me more party, de Death Grips), o de canviar de localització (Look around you, de Red Hot Chili Peppers).

## Característiques

### Art, videoart i interacció
Władysław Tatarkiewicz, prenent com a referència els artistes occidentals, afirmà que fins a la segona meitat del segle xix, la finalitat de l'artista era crear objectes bells que agradessin a l'espectador. A partir de llavors, l'art patí una transformació que portà els artistes a trencar amb la idea de ser una simple satisfacció per a l'espectador. Marcel Duchamp, a principis del sesgle XX, declarà que qui mirava feia els quadres, frase que utilitzà per il·lustrar la importància de l'espectador en l'art. El 1968, Roland Barthes publicà l'assaig La mort de l'autor, on defensava que és l'espectador qui creava el significat de l'obra i que explicar-la només des del punt de vista de l'artista era limitar-la. La importància de la participació de l'espectador arribà a extrems com el que descrigué Billy Name, fotògraf de The Factory, en referència a Andy Warhol. Segons Billy Name, Warhol havia arribat a considerar que, a la projecció d'una pel·lícula, el fet que un espectador s'aixequés, marxés de la sala, i tornés, formava part de l'obra. Els pioners en plantejar la participació dels espectadors en exposicions van ser els artistes que experimentaren amb el videoart. El 1965 Nam June Paik i Shuyia Abe presentaren una exposició anomenada Demagnetizer, on els espectadors podien manipular les imatges utilitzant un desmagnetitzador. A partir del 1970, amb l'expansió del vídeo domèstic, alguns artistes com Ira Scheneider, Peter Campus, Bruce Nauman o Dan Graham, començaren a experimentar amb les videoinstal·lacions de circuits tancats de televisió (CCTV), que integraven l'espectador a la mateixa obra. Gràcies als avenços tecnològics, les videoinstal·lacions canviaren fins a proposar interaccions més complexes, properes a les dels videojocs. Es poden destacar exposicions com A Time Delay Room 2 (1974) de Dan Graham, Memory Recollection (1990) de Jim Campbell, o Border Patrol (1994-1996), de Paul Garrin i David Rokeby.

### Temps del relat
El vídeo es basa en una successió d'imatges i sons ordenades per l'autor. Per tant, el temps es torna un element imprescindible en el vídeo fins al punt que s'ha arribat a considerar com la seva matèria primera. Els artistes que van començar a experimentar amb vídeo eren conscients de la importància del temps i alguns d'ells el van fer servir com a element principal d'algunes de les seves obres. Yoko Ono, per exemple, va fer una filmació ininterrompuda de 80 minuts on només es veien culs a la peça titulada Bottoms. Andy Warhol va crear Sleep, una pel·lícula sobre un home dormint durant 8 hores. Fernand Léger es proposà fer una pel·lícula que durés 24 hores amb la intenció de reflectir l'existència quotidiana en temps real. Aquesta idea de centrar-se en el temps també es troba al videoclip interactiu Happy de Pharrell Williams, que té un temps de reproducció de 24 hores. Els aspectes fonamentals dels videoclips són la durada i el ritme, i totes les temporalitats estan permeses: passat, present i futur conflueixen i són reversibles. Ara bé, les temporalitats que predominen són la ≪celeritat general≫ (intensificació de les imatges per provocar un canvi visual extrem) i l'≪alentiment de l'acció≫ (que condensa i intensifica els fets).

### Narrativa
Els videoclips no segueixen una narrativa cronològica, sinó que depenen del que l'autor vulgui transmetre. Per aquesta raó s'acosten a la forma de relats impressionistes de la prosa narrativa. Aquesta alliberació va permetre al videoclip musical endinsar-se en l'experimentació de noves formes de realitzar vídeos. El videoclip es munta de manera frenètica, gairebé oposada al relat audiovisual tradicional. Ara bé, tot i que identificar un element que guiï l'enunciació del videoclip sigui difícil, no significa que no tingui un projecte de comunicació. El videoclip es basa en una estructura textual complexa i no lineal, el punt de vista de la qual és l'espectador. Les operacions del videoclip es basen en la interrelació entre el text sonor i el visual.

### Harmonia entre imatge i so
La recerca de l'harmonia entre imatge i so fou plantejada des de les avantguardes cinematogràfiques. S. Eisenstein, a mitjan segle xx, afirmà que buscava els mitjans indispensables per relacionar imatge i so. El 1944, Theodor W. Adorno i Hanns Eisler proposaren la relació dialèctica entre música i imatge: els dos elements havien de coincidir, però era la música la que determinava la naturalesa de les imatges. Sibilla, referint-se al videoclip, defensà que les imatges poden interpretar, modificar, o deformar el so, però no en poden prescindir. El so és la base del videoclip, característica que el diferencia del videoart, que pot prescindir del so.

## Context social
A mitjans de la dècada de 1990 hi hagué un canvi en el paradigma de la comunicació gràcies a l'aparició de les TIC en xarxa, de la digitalització de continguts i de la convergència entre les telecomunicacions i la televisió. Es passà d'un model en què la informació era unidireccional (amb els matisos que les diverses teories de la comunicació han aportat), a un model en què la informació es desplaça constantment entre els diversos elements vinculats. Aquests elements són els individus que componen la societat, i per aquesta raó la societat ha passat a ser una societat de la informació. Una de les conseqüències d'aquest canvi és que s'ha trencat la dinàmica tradicional dels mitjans de comunicació de massa i s'ha passat a un model que fomenta un nou tipus de consumidor, el consumidor proactiu. Les persones estan immerses en una cultura participativa propiciada per les noves eines tecnològiques, per les subcultures que promouen el DIY i les tendències econòmiques. El resultat és un nou tipus d'espectador, que integra en una sola figura les accions de veure i utilitzar, de produir i consumir. El fet de formar part d'una societat en xarxa també implica l'aparició d'una societat difusa, que és el resultat de dos processos: ≪actuació≫ i ≪narcisisme≫. ≪Actuació≫ significa que hi ha una tendència a convertir en ritual els actes de la vida quotidiana que, amb l'arribada dels mitjans de comunicació digitals, ja no es limiten a l'àmbit públic, sinó també al privat. ≪Narcisisme≫ significa que la gent actua com si fos el centre d'atenció d'una audiència imaginada centrada en el jo narcisista. Els dos conceptes es relacionen per la importància de l'estil i de l'aparença i es lliguen al ≪project of the self≫ (projecte del jo).

### El vídeo a la societat en xarxa
En general, els vídeos creats per ser penjats a internet duren poc perquè cada cop es veuen més en dispositius portàtils, que no són còmodes per fer visionats llargs. Aquesta limitació temporal requereix un esforç de síntesi i moltes vegades no genera peces tancades, sinó fragments o peces aïllades que s'entenen millor en el context on són ubicades i reproduïdes. El màxim exponent d'aquesta tendència és Youtube, plataforma en què els vídeos se succeeixen sense una relació causal. Aquesta plataforma, a més a més, difumina les barreres entre espectador, consumidor i productor perquè tothom fa els tres papers. La gran quantitat d'informació disponible i l'accés a eines d'edició, han potenciat una cultura de la remescla que es dedica a combinar antics productes per donar-los una forma final diferent. En aquest context hi ha hagut proves d'interactivitat com en els vídeos amb enllaços, un tipus de vídeos interactius en què l'usuari pot triar cap on vol dirigir la narració mitjançant enllaços i que és anàleg a l'hipertext. Aquest format s'ha utilitzat en documentals interactius com Out of my window (2010), creat per Katerina Cizek i finançat pel National Film Board of Canada. La interactivitat també s'ha aplicat en projectes transmèdia, terme que s'utilitza per descriure els projectes que es pensen per a diverses plataformes i en què cadascuna de les plataformes aporta una nova experiència a l'usurari. Panzer Chocolate va ser una pel·lícula que estava pensada per aconseguir la interactivitat amb l'espectador mitjançant una aplicació de mòbil. Aquest tipus de cinema, però, no està gaudint de gaire implementació.

## Artistes i obres
- Neon bible (2007), creat per Vincent Morisett i música d'Arcade Fire.
- We are the people (2009), creat per Josh Logue i música d'Empire of the Sun.
- I've Seen Enough Arxivat 2015-05-11 a Wayback Machine. (2010), creat per Jason Nickel i música de Cold War Kids.
- The wilderness downtown (2011), creatt per Chris Milk i música de Arcade Fire.
- All is not lost Arxivat 2015-04-07 a Wayback Machine. (2011), creat Pilobolus i Trish Sie i música d'OK Go.
- 3 Dreams of Black (2011), creat per Chris Milk i música de Danger Mouse, Daniele Luppi i Norah Jones.
- Gif me more party (2012), creat per WeAre From L.A. i música de Death Grips.
- Look Around Arxivat 2014-03-27 a Wayback Machine. (2012), creat per Robert Hales i música de Red Hot Chili Peppers.
- Like a rolling stone (2013), creat per Interlude i música de Bob Dylan.
- Do not touch (2013), creat per Moniker i música de Light Light.
- Black Skinhead Arxivat 2012-07-02 a Wayback Machine. (2013), creat per Nick Knight i música de Kanye West.
- Not the Same Arxivat 2015-02-12 a Wayback Machine. (2013), creat per OKfocus i música de Tanlines.
- Reflektor (2014), dirigit per Vincent Morisett i música de Arcade Fire..
- Manipulator Arxivat 2015-04-11 a Wayback Machine. (2014), dirigit per Matt Yoka i música de Ty Segall.
- Happy (2014), creat per Yoann Lemoine i música de Pharrell Williams.
- Carry Me Arxivat 2015-04-18 a Wayback Machine. (2014), creat per Powster i música de Bombay Bicycle Club.